# Стадион Антона Малатинского
Стадион Антона Малатинского (словац. Štadión Antona Malatinského) — футбольный стадион в Трнаве, Словакия. На нём проводит свои домашние матчи трнавский «Спартак». Построен в 1923 году. Имеет газон с подогревом. Является вторым по вместительности стадионом Словакии. Назван в честь Чехословацкого футболиста и тренера Антона Малатинского.

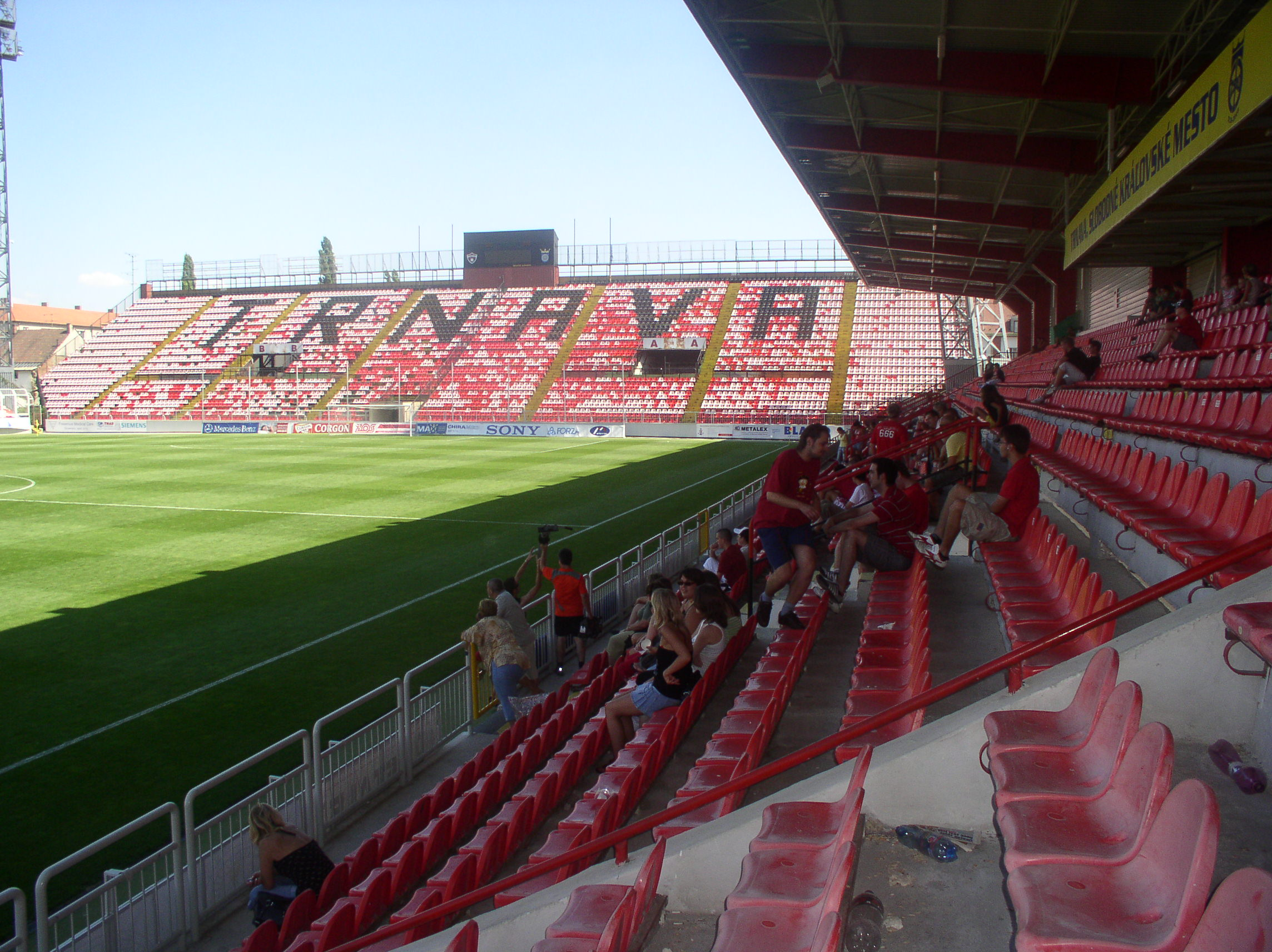
«Стадион Антона Малатинского» до реконструкции

В 2013—2015 годах была проведена полная реконструкция стадиона. Вместимость была увеличена до 19 200 мест. Открытие состоялось 22 августа 2015 года матчем — «Спартак (Трнава)» — «Атлетико Паранаэнсе».